# Wózek (snooker)
Wózek − zagranie w snookerze polegające na wbiciu lub próbie wbicia jednej z bil (najczęściej czerwonej) za pomocą innej bili, niż biała. 
W praktyce zagranie wygląda następująco: bila biała uderza w czerwoną, która trafia następną czerwoną i kieruje ją do kieszeni.
W najczęściej zagrywanych wózkach udział biorą dwie bile czerwone, jednak zdarzają się próby wbicia układu trzech lub więcej bil. W takim przypadku, jeśli czerwona uderza w bilę kolorową, a ta w kolejną czerwoną nie jest ogłaszany faul.
Wózek jest najczęściej zagrywany, gdy bile czerwone stoją w jednej linii i są praktycznie zlepione ze sobą. Taki układ pozwala na lepsze skontrolowanie bil - zarówno białej oraz zagrywanych czerwonych.
Trudno jest obecnie wytypować zawodnika najlepiej wykonującego zagrania określane mianem wózków. Podstawową tego przyczyną jest fakt, iż odpowiednich okazji do tego typu zagrań w trakcie frejmów nie pojawia się zbyt wiele. Większość czołowych zawodników wybiera wózki jako zagrania ostateczne, np. gdy po poprzednim zagraniu nie udało się spozycjonować do ostatniej wolnej bili. Wybór zagrywania trudnych wózków (np. przez cały stół, zamiast prostej odstawnej) jest cechą charakterystyczną wielu młodych  i nie posiadających doświadczenia zawodników. Wybór zagrywania wózków, jeśli na stole istnieje możliwość stosunkowo łatwego zagrania innej bili, może też oznaczać grę pod publiczkę. 
Określenie wózek ma znaczenie żargonowe.